# Torneio King of the Ring

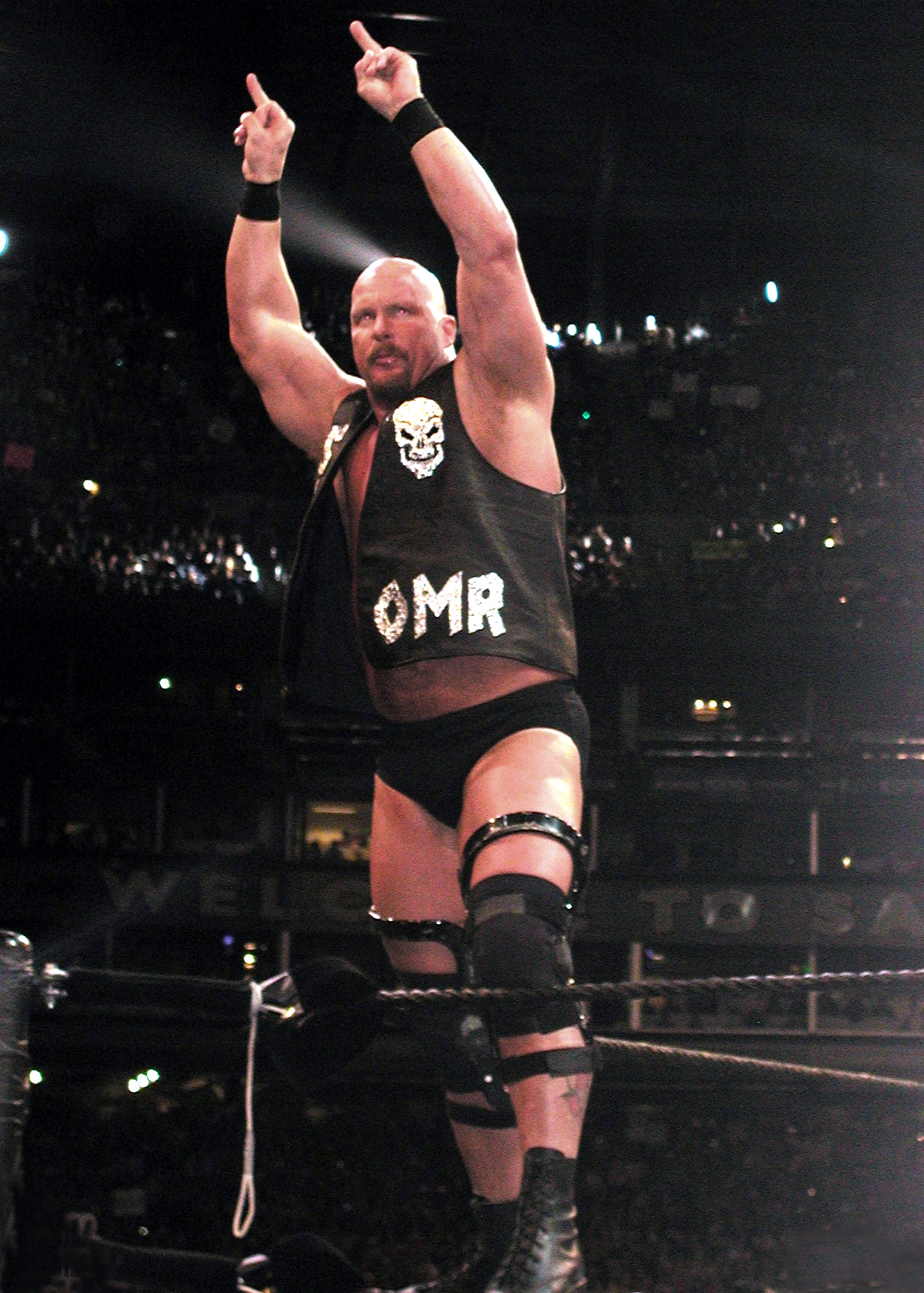
Stone Cold Steve Austin venceu o King of the Ring de 1996.

O torneio King of the Ring é um torneio de eliminação simples de luta livre profissional masculina realizado periodicamente pela WWE, uma promoção de luta livre profissional com sede em Connecticut. Estabelecido em 1985, o vencedor do torneio inaugural foi Don Muraco. Originalmente, o prêmio por vencer o torneio era simplesmente ser coroado como o "Rei do Ringue", com alguns lutadores incorporando isso em seus personagens, como usando trajes de rei e agindo e falando com uma atitude real. Em 2002, o vencedor também passou a receber uma luta pelo título mundial, o que se tornou um prêmio adicional a partir do torneio de 2024. O torneio também é notável por ter iniciado a ascensão de "Stone Cold" Steve Austin à fama após ele vencer o torneio de 1996. O torneio mais recente, em 2024, foi vencido por Gunther.
O torneio foi estabelecido quando a promoção ainda se chamava World Wrestling Federation (WWF, renomeada para WWE em 2002). Ele foi realizado anualmente de 1985 a 2002, com exceção de 1990 e 1992. Os torneios de 1985 a 1989 e de 1991 foram realizados como shows especiais não televisionados. Um evento pay-per-view (PPV) intitulado King of the Ring começou a ser transmitido como o evento anual de PPV de junho de 1993 até o último PPV em 2002; esses PPVs com o título King of the Ring apresentavam as últimas lutas do torneio daquele ano, bem como outras lutas que não faziam parte do torneio. Após uma pausa de quatro anos, o torneio retornou em 2006 e desde então tem sido realizado periodicamente, com o mais recente ocorrido em 2021. As lutas desses torneios foram transmitidas em episódios do Raw e SmackDown, com as finais acontecendo em um PPV diferente, como o Judgment Day de 2006, ou em um episódio do Raw. As semifinais e a final do torneio de 2015 foram transmitidas exclusivamente como um evento da WWE Network. O evento PPV retornou em 2024, rebatizado como King and Queen of the Ring, incorporando o torneio torneio Queen of the Ring, uma versão feminina que foi estabelecida em 2021 e originalmente chamada de Queen's Crown. Os respectivos torneios estavam agendados para o ano seguinte, mas com as finais ocorrendo no Night of Champions.
A WWE introduziu a divisão de marcas no início de 2002, e o torneio naquele ano foi realizado para lutadores das marcas Raw e SmackDown. Quando o torneio retornou em 2006, ele foi realizado exclusivamente para lutadores do SmackDown. Os torneios de 2008 e 2010 foram realizados como torneios intermarcas, com o de 2008 também incluindo lutadores do Raw e ECW, enquanto o de 2010 contou apenas com os lutadores do Raw e SmackDown, após a desintegração da ECW no início daquele ano. O torneio de 2015 ocorreu quando a divisão de marcas não estava em vigor. A divisão de marcas foi reinstaurada em 2016, e os torneios realizados desde então contaram com duas chaves, uma para o Raw e outra para o SmackDown, com os vencedores de cada chave se enfrentando na final do torneio.

## História

### Torneios iniciais
O primeiro torneio King of the Ring foi realizado pela World Wrestling Federation (WWF) em 8 de julho de 1985, no Sullivan Stadium em Foxborough, Massachusetts. O torneio inaugural foi vencido por Don Muraco, que derrotou The Iron Sheik na final. Além do torneio, houve apenas uma outra luta durante a noite, na qual Hulk Hogan derrotou Nikolai Volkoff para reter o Campeonato Mundial dos Pesos Pesados da WWF. Outros torneios King of the Ring foram realizados de 1986 a 1989 e em 1991. Esses primeiros torneios foram realizados como shows especiais não televisionados, com o objetivo de aumentar a presença do público nesses eventos. A recompensa por vencer o torneio era o título de "Rei do Ringue", embora Harley Race, vencedor de 1986, tenha sido o único a levar essa gimmick para a televisão durante esses primeiros anos do torneio.

### Pay-per-viewe transmissão ao vivo (1993–2002, 2024)
Em 1993, a WWF começou a produzir um pay-per-view (PPV) anual em junho intitulado King of the Ring. O PPV inaugural do King of the Ring ocorreu em 13 de junho de 1993, no Nutter Center em Dayton, Ohio. Diferente dos eventos anteriores não televisionados, o PPV não apresentou todas as lutas do torneio. Em vez disso, várias das lutas qualificatórias aconteceram antes do evento, com as últimas lutas ocorrendo no pay-per-view. Também houve outras lutas que aconteceram durante o evento, já que ele era um PPV tradicional de três horas. O pay-per-view King of the Ring foi considerado um dos "Cinco Grandes" PPVs da promoção no ano, junto com o Royal Rumble, WrestleMania, SummerSlam e Survivor Series, até sua descontinuação como evento de PPV após o evento de 2002—o torneio de 2002 foi o primeiro (e o único até 2024) a premiar o vencedor com uma recompensa além do título de "Rei do Ringue"; o vencedor, Brock Lesnar, recebeu uma luta pelo Campeonato Mundial Indiscutível da WWE no SummerSlam daquele ano. Também, no início de 2002, a WWF foi renomeada para World Wrestling Entertainment (WWE), e a promoção introduziu a divisão de marcas, na qual o plantel foi dividido entre as marcas, e os lutadores foram designados exclusivamente para se apresentar em uma delas. O torneio de 2002 foi, por sua vez, realizado para lutadores de ambas as marcas.
Em março de 2023, foi anunciado que o torneio retornaria com seu próprio PPV e evento de transmissão ao vivo, mas rebatizado como "King and Queen of the Ring" para também incluir o torneio Queen's Crown, e seria realizado na Arábia Saudita como parte da parceria da WWE com o país. No entanto, em 13 de abril, foi anunciado que esses planos foram cancelados, com a WWE optando por realizar o evento Night of Champions. Segundo Mike Johnson, do PWInsider, a decisão de mudar o evento para Night of Champions foi uma escolha criativa para reviver e levar esse evento a um mercado internacional. O Fightful posteriormente reportou que a WWE não tinha planos de reagendar o King and Queen of the Ring para o restante do ano, mas o evento poderia ser usado em um futuro show na Arábia Saudita. Em abril de 2024, a WWE anunciou que realizaria o evento King and Queen of the Ring na Arábia Saudita em maio de 2024, com o Queen's Crown renomeado para Queen of the Ring. As lutas do torneio começaram no episódio de 6 de maio do Raw, e foram realizadas ao longo de episódios do Raw, SmackDown e eventos ao vivo da WWE. Em 23 de maio, o diretor de conteúdo da WWE, Triple H, concedeu uma luta pelo campeonato mundial da respectiva marca ao vencedor do torneio King of the Ring de 2024, marcando apenas a segunda vez que o vencedor do King of the Ring receberia uma recompensa além do título de "Rei do Ringue". O torneio de 2024 foi vencido por Gunther, do Raw, que derrotou Randy Orton, do SmackDown, com Gunther recebendo uma luta pelo Campeonato Mundial dos Pesos Pesados.

### Ressurgimentos

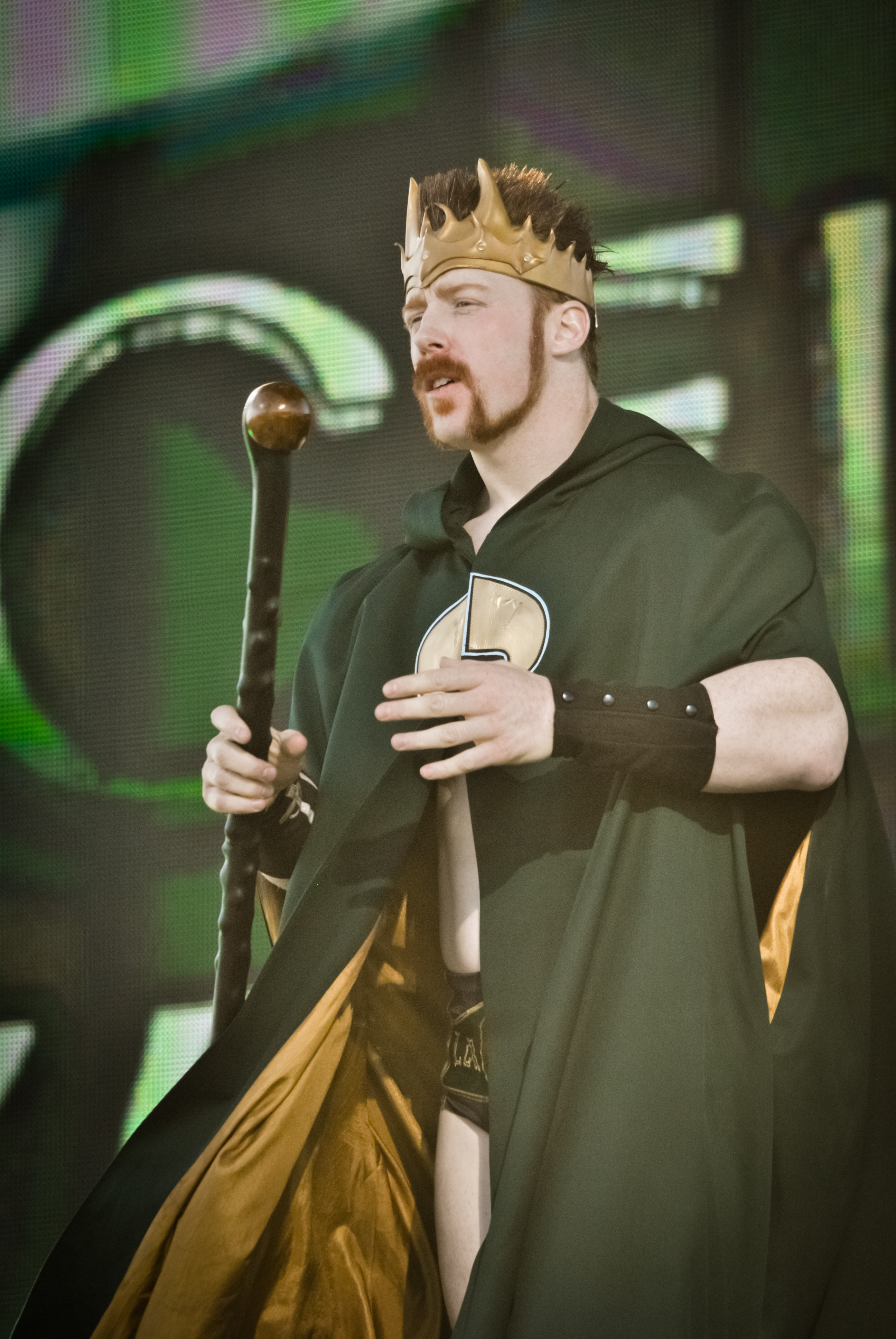
Sheamus, vencedor do King of the Ring de 2010.

Após uma pausa de quatro anos, o torneio retornou em 2006 e foi realizado exclusivamente para lutadores da marca SmackDown!. No entanto, ao contrário dos anos anteriores, não houve um pay-per-view associado. Em vez disso, as lutas do torneio aconteceram ao longo dos episódios do SmackDown!. A final do torneio de 2006 ocorreu em um PPV, mas foi no Judgment Day, onde Booker T derrotou Bobby Lashley na final do torneio. O torneio então retornou em 2008, sendo realizado como um episódio especial do Raw em 21 de abril. Este torneio foi realizado para lutadores das três marcas da WWE na época — Raw, SmackDown e ECW, sendo esta última estabelecida como uma terceira marca em 2006. O torneio de 2008 foi vencido por William Regal, do Raw, que derrotou CM Punk, da ECW, na final. O torneio de 2010 foi então realizado em novembro daquele ano. As lutas qualificatórias aconteceram no episódio de 22 de novembro do Raw, com o próprio torneio sendo realizado no episódio de 29 de novembro. O torneio de 2010 contou apenas com lutadores do Raw e SmackDown, pois a ECW havia sido dissolvida em fevereiro daquele ano. Foi vencido por Sheamus, do Raw, que derrotou John Morrison, também do Raw, na final.
Após uma pausa de cinco anos, o torneio retornou em 2015. As lutas das quartas de final aconteceram no episódio de 27 de abril do Raw, com as semifinais e a final sendo transmitidas na noite seguinte exclusivamente como um evento no serviço de streaming online da WWE, o WWE Network, que foi lançado em fevereiro de 2014. Bad News Barrett derrotou Neville na final. Naquela época, a divisão de marcas não estava em vigor, pois a extensão de marcas havia sido dissolvida em agosto de 2011; também em abril de 2011, a promoção deixou de usar seu nome completo, com "WWE" se tornando uma sigla órfã. Após mais uma pausa de quatro anos e com a extensão de marcas sendo reinstaurada em 2016, o torneio retornou em 2019 e contou com lutadores do Raw e do SmackDown. Neste torneio, houve uma chave do Raw e uma chave do SmackDown, e os vencedores de cada uma se enfrentaram na final do torneio King of the Ring, tornando-se o padrão para os torneios futuros. As lutas do torneio começaram no episódio de 19 de agosto do Raw e foram realizadas ao longo de episódios do Raw e SmackDown no mês seguinte. A final originalmente estava agendada para acontecer no evento Clash of Champions daquele ano, mas foi remarcada para ocorrer no episódio seguinte do Raw, em 16 de setembro. O torneio foi vencido por Baron Corbin, do Raw, que derrotou Chad Gable, do SmackDown, na final.
O torneio retornou em 2021 e novamente contou com lutadores do Raw e do SmackDown. Ele começou no episódio de 8 de outubro do SmackDown e continuou ao longo dos episódios do Raw e SmackDown, com a final acontecendo no evento Crown Jewel em 21 de outubro de 2021. Além disso, uma versão feminina do torneio foi introduzida, chamada Queen's Crown, e foi realizada simultaneamente ao torneio masculino. Xavier Woods, do Raw, derrotou Finn Bálor, do SmackDown, para vencer o torneio de 2021.
Durante o episódio de 6 de junho de 2025 do SmackDown, foi anunciado que o 24º torneio King of the Ring, juntamente com o 3º torneio Queen of the Ring, seria realizado naquele mês, culminando no PPV e evento de transmissão ao vivo Night of Champions, em 28 de junho. Assim como no torneio de 2024, o vencedor receberá uma luta pelo campeonato mundial da respectiva marca no SummerSlam.

## Lista de vencedores
| ‡ | Torneio da marca SmackDown |

|     | Ano  | Vencedor                  | Finalista         | Data da final          | Local da final                |
| --- | ---- | ------------------------- | ----------------- | ---------------------- | ----------------------------- |
| 1   | 1985 | Don Muraco                | The Iron Sheik    | 8 de julho de 1985     | Foxborough, Massachusetts     |
| 2   | 1986 | Harley Race               | Pedro Morales     | 14 de julho de 1986    | Foxborough, Massachusetts     |
| 3   | 1987 | Randy Savage              | King Kong Bundy   | 4 de setembro de 1987  | Providence, Rhode Island      |
| 4   | 1988 | Ted DiBiase               | Randy Savage      | 16 de outubro de 1988  | Providence, Rhode Island      |
| 5   | 1989 | Tito Santana              | Rick Martel       | 14 de outubro de 1989  | Providence, Rhode Island      |
| 6   | 1991 | Bret Hart                 | Irwin R. Schyster | 7 de setembro de 1991  | Providence, Rhode Island      |
| 7   | 1993 | Bret Hart                 | Bam Bam Bigelow   | 13 de junho de 1993    | Dayton, Ohio                  |
| 8   | 1994 | Owen Hart                 | Razor Ramon       | 19 de junho de 1994    | Baltimore, Maryland           |
| 9   | 1995 | Mabel                     | Savio Vega        | 25 de junho de 1995    | Filadélfia, Pensilvânia       |
| 10  | 1996 | "Stone Cold" Steve Austin | Jake Roberts      | 23 de junho de 1996    | Milwaukee, Wisconsin          |
| 11  | 1997 | Hunter Hearst Helmsley    | Mankind           | 8 de junho de 1997     | Providence, Rhode Island      |
| 12  | 1998 | Ken Shamrock              | The Rock          | 28 de junho de 1998    | Pittsburgh, Pensilvânia       |
| 13  | 1999 | Billy Gunn                | X-Pac             | 27 de junho de 1999    | Greensboro, Carolina do Norte |
| 14  | 2000 | Kurt Angle                | Rikishi           | 25 de junho de 2000    | Boston, Massachusetts         |
| 15  | 2001 | Edge                      | Kurt Angle        | 24 de junho de 2001    | East Rutherford, Nova Jérsei  |
| 16  | 2002 | Brock Lesnar              | Rob Van Dam       | 23 de junho de 2002    | Columbus, Ohio                |
| 17‡ | 2006 | Booker T                  | Bobby Lashley     | 21 de maio de 2006     | Phoenix, Arizona              |
| 18  | 2008 | William Regal             | CM Punk           | 21 de abril de 2008    | Greenville, Carolina do Sul   |
| 19  | 2010 | Sheamus                   | John Morrison     | 29 de novembro de 2010 | Filadélfia, Pensilvânia       |
| 20  | 2015 | Bad News Barrett          | Neville           | 28 de abril de 2015    | Moline, Illinois              |
| 21  | 2019 | Baron Corbin              | Chad Gable        | 16 de setembro de 2019 | Knoxville, Tennessee          |
| 22  | 2021 | Xavier Woods              | Finn Bálor        | 21 de outubro de 2021  | Riade, Arábia Saudita         |
| 23  | 2024 | Gunther                   | Randy Orton       | 25 de maio de 2024     | Jidá, Arábia Saudita          |
| 25  | 2025 | Cody Rhodes               | Randy Orton       | 28 de junho de 2025    | Riade, Arábia Saudita         |